# Akshardham w Gandhinagar
Akshardham w Gandhinagar (hindi: अक्षरधाम मंदिर) – hinduistyczny kompleks świątynny na północnym przedmieściu Ahmadabadu w stanie Gudżarat w Indiach. Nawiązuje do tradycyjnej hinduskiej architektury. 
Świątynia, której pełna nazwa "Swaminarayan Akshardham" odnosi się do wiecznej siedziby Swaminarajana, twórcy nurtu Swaminarayan zaliczanego do wisznuizmu. Budowę świątyni nakazał przywódca największej organizacji tego nurtu BAPS Pramukh Swami Maharaj a prace zakończono 2 listopada 1992 r. Budowla powstała z różowego wapienia z Radżastanu. Świątynia ma prawie 33 m wysokości, 40 m szerokości, ponad 73 m długości i 17 kopuł. Wewnątrz znajduje się 97 misternie rzeźbionych kolumn i ponad 200 rzeźb figuralnych. Głównym posągiem kultowym jest pozłacane murti Swaminarajana wysokości ponad 2 m i wagi 1,2 tony. Ponadto znajdują się tu posągi bóstw: Rama-Sita, Kryszna-Radha, Narajana-Lakszmi i Śiwa-Parwati. W podziemiach świątyni w sali Prasadi Mandapam znajdują się relikwie związane ze Swaminarajanem, a w Swaminarayan Darshan - obrazy pokazujące jego działalność. Świątynię otacza kryty parterowy krużganek (parikrama).
24 września 2002 r. na teren świątyni wtargnęło dwóch terrorystów uzbrojonych w karabiny automatyczne i granaty, którzy zabili 33 i ranili 70 osób. Nie udało im się wejść do świątyni, którą w porę zamknięto. Policjanci zabili terrorystów po wielu godzinach ostrzeliwania. 
Akshardham jest też centrum kulturalnym. Na terenie kompleksu świątynnego znajdują się:
- Hale wystawowe, pięć sal które mieszczą realistyczne figury naturalnej wielkości, przedstawiające sceny z życia Swaminarajana, sceny ze świętych pism: Mahabharata, Ramajana i Upaniszady oraz salę kinową.
- Show Wodny Sat-Chit-Anand jest miejscem pokazów światło-dźwięk
- AARSH, instytut nauk społecznych i biblioteka
- Sahajanand Van, ogród o powierzchni ponad 60 tysięcy m², z fontannami, wodospadem, restauracją i amfiteatrem.
- Sklep z pamiątkami